# تشاد شيلتون
تشاد شيلتون (بالإنجليزية: Chad Shelton)‏ هو مغني أوبرا ومغني أمريكي، ولد في 1971 في أورانج في الولايات المتحدة.

## وصلات خارجية
- تشاد شيلتون على موقع ميوزك برينز (الإنجليزية)
- تشاد شيلتون على موقع ديسكوغز (الإنجليزية)